# HD 4391
HD 4391 é um sistema estelar triplo na constelação de Phoenix. A estrela primária tem uma magnitude aparente visual de 5,80, sendo visível a olho nu em locais com pouca poluição luminosa. Com base em medições de paralaxe, este é um sistema próximo localizado a uma distância de 48,9 anos-luz (15,0 parsecs) da Terra.
A estrela primária do sistema é uma estrela de classe G da sequência principal com um tipo espectral de G3V. Suas propriedades físicas são muito similares às do Sol, podendo ser considerada um análogo solar. Tem uma massa aproximadamente igual à massa solar e um raio de 96% do raio solar. Está irradiando 99% da luminosidade solar de sua fotosfera a uma temperatura efetiva de 5 810 K. Sua metalicidade, a abundância de elementos mais pesados que hélio, é um pouco menor que a solar, com cerca de 80% da proporção de ferro do Sol. A estrela apresenta uma quantidade anormalmente baixa de berílio, o que pode ser causado por algum processo de mistura na atmosfera.
A estrela primária tem um alto nível de atividade cromosférica, o que significa que é relativamente jovem. Tem um índice de atividade cromosférica log R′HK igual a −4,55, do qual uma idade de 840 milhões de anos é estimada. Modelos de evolução estelar, a partir de suas propriedades físicas, estimam uma idade entre 0,6 e 5 bilhões de anos. A estrela foi incluída em um programa de busca por planetas extrassolares com o espectrógrafo HARPS, que detectou variações na velocidade radial da estrela associadas a atividade estelar. Não foram encontradas evidências para a existência de planetas. A estrela também tem sido investigada em estudos buscando discos de detritos, mas nenhum excesso de emissão infravermelha foi detectado.
As outras duas estrelas do sistema são companheiras visuais com magnitudes aparentes de 12,7 e 14,4, estando separadas da primária por 16,6 e 49 segundos de arco, respectivamente. A associação física entre as estrelas é evidenciada pelo movimento próprio comum entre as três estrelas, e dados de paralaxe da sonda Gaia confirmam que estão todas à mesma distância da Terra. Ambas as estrelas companheiras são anãs vermelhas, com tipos espectrais estimados de M4V e M5V. Assim como a estrela primária, elas também são cromosfericamente ativas, de forma consistente com a baixa idade do sistema. Estão separadas da primária por 250 e 740 UA, e seus períodos orbitais são estimados em 3 400 e 17 000 anos.